# 韓菼
韓菼（「菼」，切，音同「毯」，1637年—1704年），字元少，號慕廬，直隸蘇州府長洲縣人，清朝政治人物，康熙十二年状元。

## 生平
生於明崇禎十年（1637年），性嗜酒，康熙十一年（1672年）壬子科順天鄉試，編修徐學取之遺卷中，十二年（1673年）癸丑科會元、狀元，授翰林院修撰，修《考經衍義》百卷，同年充日講起居注官，十五年（1676年）任右春坊右贊善，二十三年（1684年）升侍讀，二十四年（1685年）升侍講學士，二十六年（1687年）乞假回籍，三十四年（1695年）起為內閣學士，三十六年（1697年）升禮部右侍郎兼翰林院掌院學士，三十九年（1700年）充經筵講官，升禮部尚書，教習庶吉士。因教習不勤，康熙帝不悅，韓菼再三乞退，皆不被批准，四十三年（1704年）卒，乾隆年間追諡文懿。《清史稿》有傳。

## 文學
韓菼以文才淵博頗受康熙帝器重，曾召入弘德殿講《大學》，纂修《孝經衍義》，獲讚揚「文章古雅，曠古少見」，賜榜「篤志經學，潤色鴻業」，康熙三十三年（1694年），徐乾學病逝，韓菼總裁《大清一統志》。其去世後，《大清一統志》又被擱置。另著有《江陰城守紀》。韓菼死後多年有佚名人士託名韓菼撰寫《滿清入關暴政》。
著《有怀堂诗稿》、《有怀堂文稿》。

## 家族
高祖韓世賢（韓世能兄）；曾祖韓逢隆；祖父韓治；父韓馚。夫人李氏為長洲莊渠李氏家族魏校從裔孫李玉滋女。有七子三女，其中長子韓孝嗣（舉人）、次子韓孝基（翰林院編修）。